# Denis-Danso Weidlich
Denis-Danso Weidlich (* 8. Juli 1986 in Hamburg) ist ein deutsch-ghanaischer Fußballspieler.

## Leben

### Karriere
Weidlich begann bei zwei kleineren Klubs in Hamburg mit dem Fußballspielen und durchlief dann bis 2001 die Jugendmannschaften des Hamburger SV. Nach einer Ausbildung an der London Football Academy des FC Arsenal folgten zweieinhalb Jahre bei Southall United F.C. Im Frühjahr 2006 kehrte er zurück nach Deutschland zum Lüneburger SK, ehe er im Sommer 2006 zum SV Wilhelmshaven kam. Dort kam er meist nur zu Kurzeinsätzen. Den Durchbruch schaffte Weidlich erst beim SV Babelsberg 03, mit dem er 2009 in die 3. Liga aufstieg.
Nach der Saison 2009/10 wechselte er zum FC Rot-Weiß Erfurt, für den er am 24. Juli 2010 unter Trainer Stefan Emmerling im Spiel gegen die zweite Mannschaft des VfB Stuttgart sein Profidebüt in der 3. Liga gab. Zwei Jahre war der Mittelfeldspieler, der meist auf der rechten Seite spielt, Stammspieler bei den Thüringern und absolvierte insgesamt 67 Spiele, in denen er sechsmal traf. Der auslaufende Vertrag Weidlichs wurde nach Ende der Saison 2011/12 nicht verlängert, weshalb er den Verein verließ. Eine neue Anstellung fand er bei Zweitligaaufsteiger Jahn Regensburg, bei dem er einen Zweijahresvertrag erhielt, der für die zweite und die dritte Liga galt. Die Saison 2012/13 endete mit dem direkten Wiederabstieg des SSV Jahn aus der 2. Bundesliga.
In der Sommerpause 2013 wechselte Weidlich zum FC Hansa Rostock. Der Vertrag endete mit der Spielzeit 2014/15.
Zur Saison 2015/16 wechselte Weidlich zum Ligakonkurrenten Holstein Kiel. 2016 wechselte er in die südafrikanische Premier Soccer League zu Maritzburg United und steht seit 2018 bei Bidvest Wits unter Vertrag. Im Sommer 2019 wechselte er zurück nach Deutschland zum Regionalligisten BSV Rehden. Im Winter löste er dort seinen Vertrag auf und ist seitdem vereinslos.

### Privates
Sein jüngerer Bruder Kevin ist ebenfalls Fußballspieler.

## Erfolge
- 2010: Aufstieg in die 3. Liga  (mit dem SV Babelsberg 03)
- 2015: Landespokalsieger (mit dem F.C. Hansa Rostock)[8]